# Carlantonio Pilati
Carlo Antonio Pilati (Tassullo, 28 dicembre 1733 – Tassullo, 28 ottobre 1802) è stato un giurista, storico e pubblicista italiano.

## Biografia
Scrisse Di una riforma d'Italia, il cui titolo completo è Di una riforma d'Italia ossia dei mezzi di riformare i più cattivi costumi e le perniciose leggi d'Italia, in cui condannò il malcostume italiano ascrivendolo a conseguenza della Controriforma. Venne per questo condannato dall'inquisizione e fu quindi costretto a vagare per l'Europa.
Proveniente da una cultura di frontiera (Trento), da un'identità difficile e divisa fra cultura controriformistica, aperture illuministiche, influenze asburgiche e resistenze ecclesiastiche, prende come proprio punto di riferimento la cultura tedesca e la religiosità protestante, oltre all'Illuminismo italiano e francese. Le argomentazioni principali del Pilati sono l'esaltazione della ragione e dell'esperienza contrapposte alla natura, il ruolo fondamentale dell'istruzione, il carattere strumentale delle religioni. Fondamentale per capire la formazione culturale di Pilati è anche la dottrina di Febronio e la cultura giansenistica.
Nell'agosto 1767 si trasferisce in Olanda, sede dei grandi editori dell'Illuminismo radicale. Successivamente si trasferisce a Coira, nei Grigioni, dove creò una tipografia, dalla quale si lanciò nell'esperienza giornalistica lanciando il giornale "Corriere letterario", che durò circa un anno e mezzo, come tentativo di mediazione tra cultura tedesca e Illuminismo italiano e francese. In Svizzera dove scrisse il suo saggio più celebre, Di una riforma d'Italia ossia dei mezzi di riformare i più cattivi costumi e le perniciose leggi d'Italia (1767) e conobbe Rousseau e Voltaire. Nel 1769 interruppe l'esperienza di Coira, trovò rifugio a Venezia dove venne catturato dagli Inquisitori di Stato.

## Massoneria
È iniziato in Massoneria in Germania,  nel periodo in cui frequenta l'università di Lipsia o di Gottinga, oppure quando insegna a Helmstedt, in un periodo che va dal 1758 al 1760; nel 1783, ingaggiato da Tommaso de Bassus, figura tra gli Illuminati di Baviera.

## Pensiero

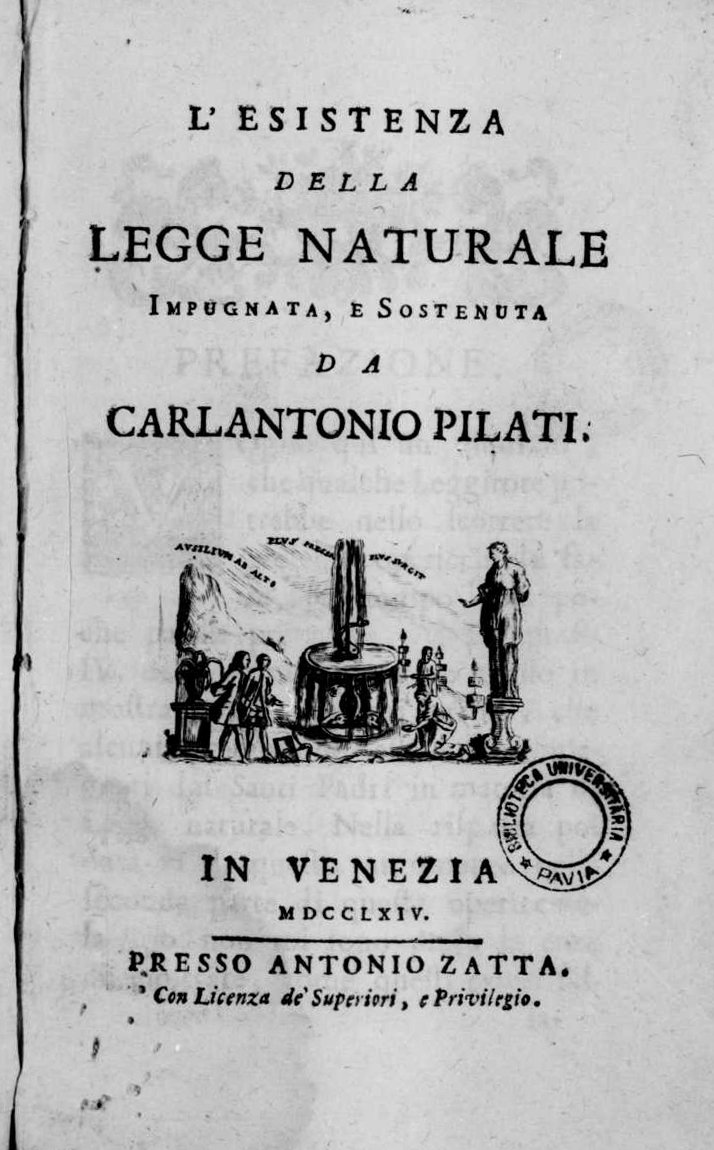
L'esistenza della legge naturale, 1764

### Di una riforma d'Italia
Opera principale di Pilati è Di una riforma d'Italia, pubblicata nel 1769; il trattato prende spunto dalle polemiche del giurisdizionalismo, ma affronta il problema del conflitto Stato-Chiesa alla radice, nel suo nodo principale: occorre ridurre il clero secolare (i preti), abolire quello regolare (ordini ecclesiastici), sottrarre ogni ricchezza alla Chiesa e trasformare i sacerdoti in funzionari pubblici, preparati per il loro compito in seminari gestiti dallo Stato. Si possono notare riferimenti al febronianesimo, mentre a sua volta l'opera sembra suggerire temi e argomenti al nascente giuseppinismo.
Pilati vuole l'abolizione di tutte le immunità e delle giurisdizioni ecclesiastiche, restituire allo Stato e al mercato i beni immobilizzati nelle manimorte, la cancellazione dei diritti romano e canonico.
È cosciente della differenza tra i paesi protestanti con i paesi cattolici; i paesi che hanno conosciuto la Riforma non conoscono forme di immobilizzazione dei beni, i quali al contrario circolano liberamente e distribuiscono benessere. La superiorità dei paesi protestanti non deriva però, secondo Pilati, da motivazioni teologiche, ma sposta l'origine su differenze culturali ed etiche. Nodo da scegliere è sempre la presenza ingombrante della Chiesa che concentra le ricchezze sottratte allo Stato e alla società civile e porta con sé un sistema di valori incompatibile con un mondo ragionevole.
Fondamentale è il concetto di tolleranza e il rifiuto di ogni inquisizione. Il sovrano e lo Stato sono inoltre invitati a fare una scelta decisamente antiaristocratica, poiché la nobiltà, assieme al clero, rappresenta un'istituzione anacronistica e che ostacola il libero sviluppo della società.

### Relazioni del regno di Cumba
Nel 1768 scrive le Relazioni del Regno di Cumba, uno Stato immaginario in cui immagina l'arrivo di missionari. Mostra le distruzioni portate in un regno innocente e pagano in particolare da parte dei gesuiti. È una fortissima critica agli ordini regolari, ai loro modelli culturali, al loro parassitismo e dannosità sociale. La scelta che propone è la loro abolizione, graduale ma ferrea. La Chiesa avrebbe dovuto inoltre avere unicamente uno scopo spirituale ed essere ricondotta ai diritti e doveri di una qualsiasi società privata.

## Opere
- L'esistenza della legge naturale, Venezia, Antonio Zetta, 1764.
- Dissertatio de servitutibus realibus, 1765.
- Raggionamenti intorno alla lege naturale e civile, 1766.
- Di una riforma d'Italia, ossia, dei mezzi di riformare i più cattivi costumi e le più perniciose leggi d'Italia., s.n., in Villafranca [Coira] 1767.
- Riflessioni sopra la chiesa in generale, sopra il clero si regolare che secolare, sopra i vescovi ed i pontefici romani, e sopra i diritti ecclesiastici de' principi, Borgo Francone, 1768.
- Ragionamenti sopra la quistione eccitata, se siano da abolire o no i cap. 97 e 114 del L. III De Criminal. nello Statuto trentino, 1769.
- Historia dell'imperio Germanico e dell'Italia dai tempi de Carolingi sino alla расе di Vestfalia, 1769—72.
- (FR)  Traité des lois civiles, 1774.
- (FR)  Traité du mariage et de sa législation, 1776.
- (FR)  Traité des lois politiques des Romains du temps de la république, 1776.
- (FR)  Voyages en différents pays de l'Europe en 1774—1776, 1777.
- (FR)  L'observateur français à Amsterdam, 1780.
- (FR)  Histoire des révolutions arrivées dans le gouvernement, les lois et l'esprit humain après la conversion de Constantin jusqu'à la chute de l'empire d'Occident, 1783.
- Il Matrimonio di Fra Giovanni: Comedia., 1783.
- (FR)  Lettres de Berlin sur quelques paradoxes du temps, Berlino, 1784—85.
  - (DE)  Briefe aus Berlin, ueber versciedene Paradoxe dieses Zeitalters. An den Verfasser der Briefe aus Wien an einen Freund in Berlin, 1784.
- Per antichi sentieri, Soveria M., Rubbettino, 2010. (Introduzione e traduzione delle lettere XVIII, XXII e XXIII dai "Voyages en differents pays de l'Europe", a cura di Giuseppe F. Macrì.)